# Ourlala
Ourlala (em árabe: أورلال) é uma cidade e comuna localizada na província de Biskra, Argélia. Segundo o censo de 2008, a população total da cidade era de 7 444 habitantes.